# رايسنورد

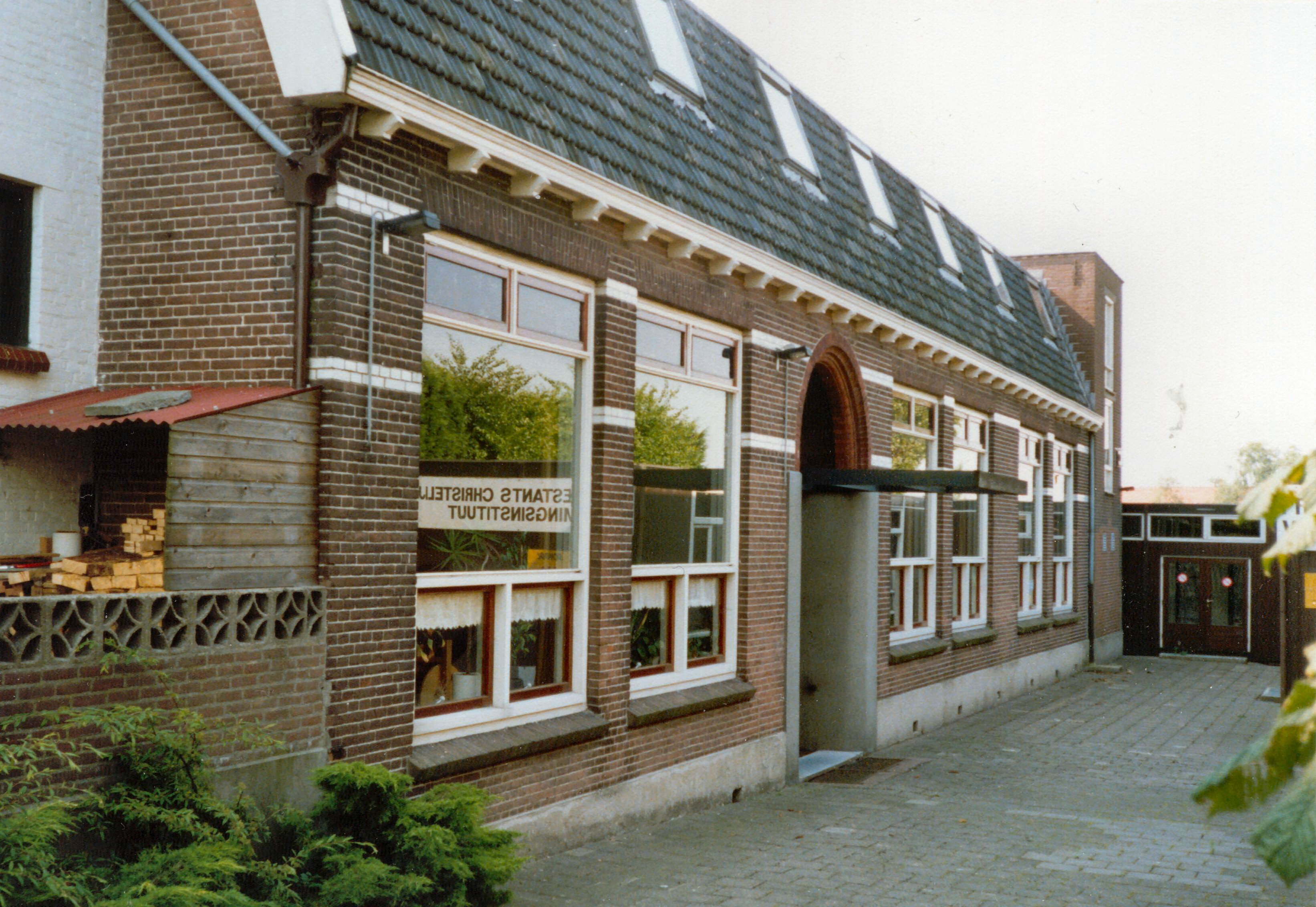
مدرسة رايسنورد.

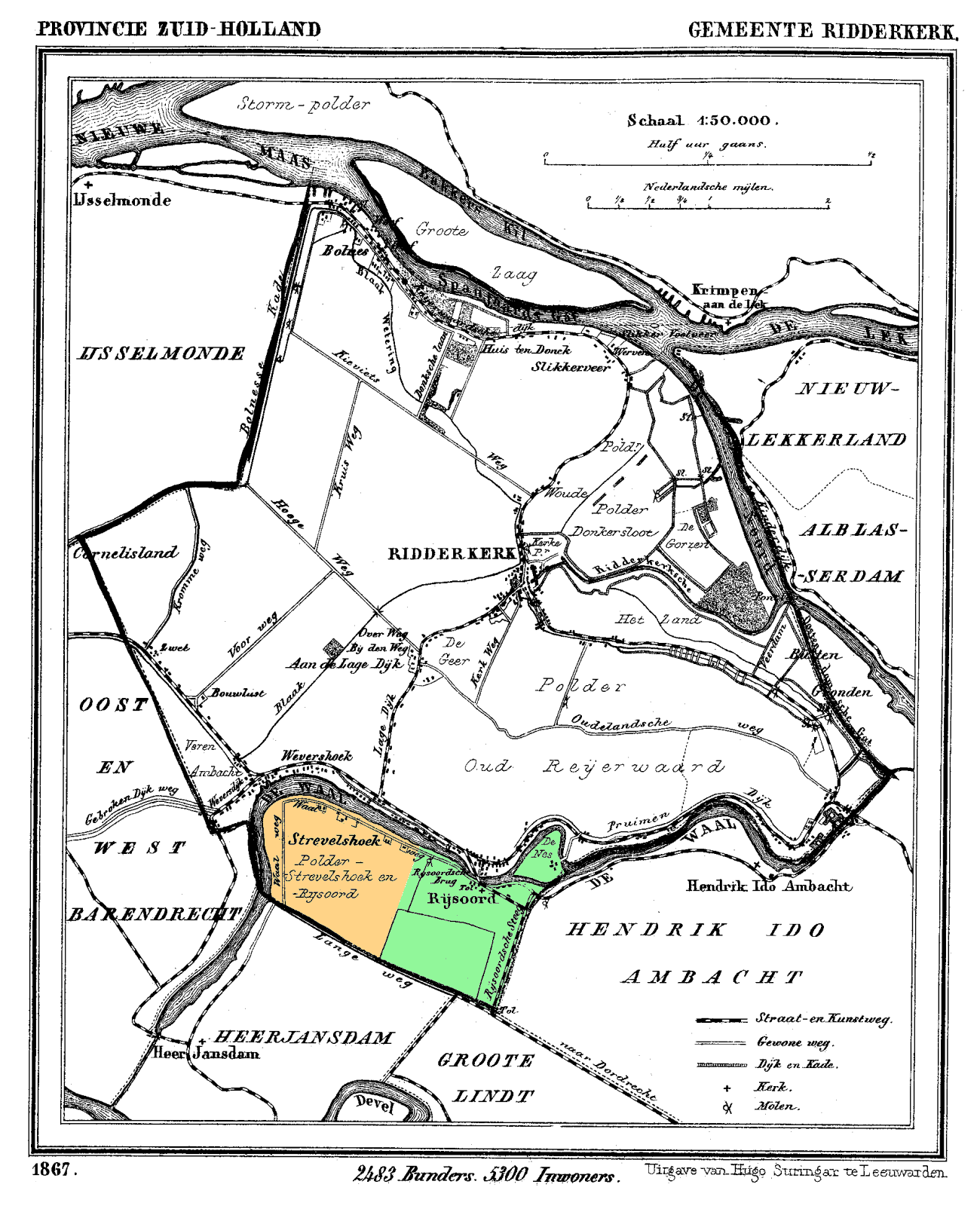
خريطة تعود لعام 1870 لريدركيرك.

رايسنورد (بالهولندية: Rijsoord) هي قرية في هولندية في مقاطعة جنوب هولندا. وتقع حوالي 10 كم جنوب شرق مدينة روتردام، في بلدية ريدركيرك.
كان للقرية يومها في التاريخ يوم 15 مايو عام 1940، عندما وقع هنري فينكيلمان القائد الهولندي العام للقوات المسلحة على الاستسلام للغزاة الألمان، بعد أربعة أيام من القتال في الحرب العالمية الثانية. جرت الجلسة الإجرائية للتوقيع في مبنى المدرسة رايسنورد، وهو الآن متحف.